# Спонгано
Спонга̀но (на италиански: Spongano, на местен диалект Spungànu, Спунгану) е малко градче и община в Южна Италия, провинция Лече, регион Пулия. Разположено е на 96 m надморска височина. Населението на общината е 3813 души (към 2011 г.).